# Авл Семпроний Атратин (консул 497 года до н. э.)
Авл Семпроний Атратин (лат. Aulus Sempronius Atratinus) — римский политический деятель первых лет республики, консул 497 и 491 годов до н. э.
В 497 году до н. э. был консулом, вместе с Марком Минуцием Авгурином. В год их консульства действовало перемирие в Первой Латинской войне, и других внешних войн не было. Сенат отсрочил до конца войны взыскание долгов, что на время успокоило общественные волнения. Консулы провели через сенат закон, разрешавший расторжение смешанных браков между римлянами и латинами. Был освящен храм Сатурна и учреждены Сатурналии.
В следующем году война с латинами возобновилась, и диктатор Постумий назначил Семпрония префектом города, поручив ему оборону Рима.
Во время второго консульства Минуция и Семпрония в Рим доставили хлеб, закупленный в предыдущем году на Сицилии и в других местах. Согласно традиции, из-за конфликта по поводу его распределения между плебеями, из Рима был изгнан Гней Марций Кориолан.
В 487 году до н. э., в условиях войны против вольсков и герников Семпронию было поручено командовать городским ополчением, набранным из боеспособных граждан, по возрасту уже не подлежавших призыву.
В 482 году до н. э., так как из-за борьбы патрициев с плебеями консулы не смогли провести выборы, сенат назначил Семпрония интеррексом, а тот, по истечении полномочий назначил на эту должность Спурия Ларция Флава, который и провёл выборы.
Возможно, его сыновьями были Авл Семпроний Атратин, военный трибун с консульской властью 444 года до н. э., и Луций Семпроний Атратин, консул 444 года до н. э.

## Комментарии
1. ↑  По другой версии, Сатурналии учредил ещё Тулл Гостилий[3].
2. ↑  Согласно Ливию, это был 499 год до н. э.